# Henri Nannen

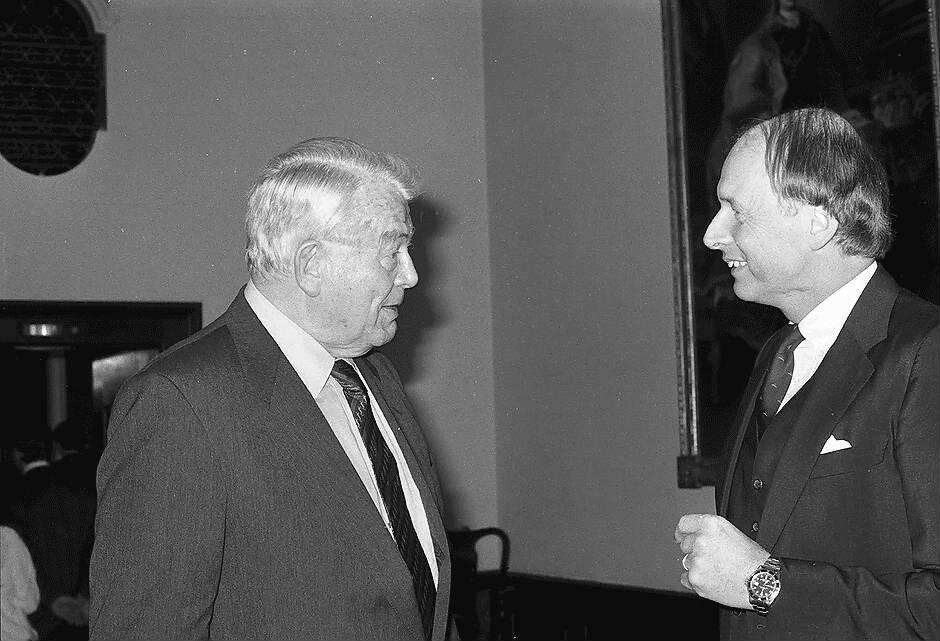
Henri Nannen (links) bei der Verleihung des Gödecke-Parke-Davis-Preises in Freiburg (1987)

Henri Franz Theodor Max Nannen (* 25. Dezember 1913 in Emden; † 13. Oktober 1996 in Hannover) war ein deutscher Verleger und Publizist. Er war Gründer, langjähriger Herausgeber und Chefredakteur der Zeitschrift Stern.

## Leben

### Ausbildung und Anfänge als Journalist
Henri Nannen, Sohn des Polizeibeamten Klaas Nannen und Elise Nannen, geb. Buitenduif, durchlief eine Buchhändlerlehre, studierte von 1934 bis 1938 Kunstgeschichte in München und sammelte erste Berufserfahrung als freier Mitarbeiter in der Fachzeitung Die Kunst für alle. Malerei, Plastik, Graphik, Architektur des Verlegers Hugo Bruckmann. Noch als Student beschäftigte ihn der Reichssender München als Rundfunkreporter. Bei der Direktübertragung des Festzugs anlässlich der ersten Großen Deutschen Kunstausstellung am 18. Juli 1937 erregte er unter den vier Reportern auf der Tribüne die Aufmerksamkeit der bereits prominenten Filmschaffenden Leni Riefenstahl, die ihn für eine Filmkarriere geeignet hielt, und zwei Probeaufnahmen der Tobis mit Brigitte Horney in Berlin veranlasste. Sie fielen zwar vielversprechend aus, doch entschied sich Nannen gegen eine Ausbildung zum Schauspieler, folgte aber am 24. November 1937 einem Angebot der Olympia-Film G.m.b.H. zu einem Vertrag für Arbeiten im Synchronisations- und Überspiel-Atelier für den ersten Teil (Fest der Völker) von Riefenstahls Film Olympia über die Olympischen Spiele von 1936 in Berlin. Als ihr auffiel, dass dem Film eine Szene mit einem „deutschen Sprecher“ bei der Eröffnung der Spiele im Berliner Olympiastadion fehlte, wies sie an, sie nachzudrehen und die Rolle mit Nannen zu besetzen. So kam Nannen zu einem acht-Sekunden-Auftritt in ihrem Film. Der Auftritt, der später ein Anlass war, ihn für einen Nazi zu halten, entstand in einem Filmstudio. Dort sprach Nannen vor einer mit einer vollen Zuschauertribüne bespielten Leinwand in Mikrofonattrappen. Nannen erhielt zu dieser Zeit ein Arbeitsverbot und den Verweis von der Universität wegen Widerstandes gegen die Staatsgewalt. Erst eine Intervention Bruckmanns bewirkte 1937 deren Aufhebung. Auch während des Zweiten Weltkriegs betrieb Nannen Propaganda im Sinne des Nationalsozialismus, unter anderem für die SS (siehe unten).

### Tätigkeit für die Waffen-SS
Im Zweiten Weltkrieg diente Nannen zunächst bei der Luftwaffe als Kriegsberichterstatter in einer Propagandakompanie, später, soweit bekannt, in der Abteilung Südstern der SS-Standarte Kurt Eggers. In seiner Tätigkeit als Kriegsberichterstatter überlebte er u. a. einen Absturz in einer He-111. Seine Einheit verfasste Propaganda gegen den Italienfeldzug der Westalliierten, wobei Nannen lt. NDR eine führende Rolle innehatte und auch verantwortlich war für antisemitische und rassistische Flugblätter. Nannens Familie bestreitet das und drohte dem NDR rechtliche Schritte gegen diese Behauptung an; für eine Beteiligung Nannens an der Gestaltung oder auch Verteilung gebe es laut der Familie bis zum heutigen Tag keinen einzigen Beweis. Der NDR verweist darauf, dass die eigenen Recherchen juristisch geprüft und ausführlich dokumentiert sind; Nannens Verantwortung sei „unstrittig“. Zu weiteren Beteiligten wie Hans Weidemann und Heinz Fehling unterhielt er auch nach dem Krieg enge Verbindungen. Das Südstern-Teileinheitszeichen soll Vorbild für das Logo des späteren Magazins Stern gewesen sein. 1944 erschien sein Heftroman Störungsfeuer von „M 17“ in der Serie Kriegsbücherei der deutschen Jugend (Band 144). Von 1939 bis 1945 erschienen 156 Landserhefte in dieser Reihe im Berliner Steiniger Verlag, unter den Autoren waren auch Fritz Otto Busch und Otto Mielke.
Nach dem Krieg gründete Nannen 1946 die Tageszeitung Hannoversche Neueste Nachrichten, als deren Herausgeber er bis 1947 fungierte. Von 1947 bis 1949 war er Chefredakteur der Hannoverschen Abendpost. Bei der Landtagswahl in Niedersachsen 1947 trat er für die FDP im Wahlkreis Lingen an, unterlag jedoch gegen den Kandidaten des Zentrums, Gregor Dall.

### Chefredakteur und Herausgeber desStern
1948 erhielt Nannen von den Briten die Lizenz für ein Jugendmagazin namens „Zick-Zack“. Nannen wandelte das Blatt komplett um in eine Illustrierte für junge Leser, oft mit doppelseitigen Fotos gestaltet. Schon 1951 verkaufte er seine Anteile am Stern, unter anderem an den Druckereibesitzer Richard Gruner und die Wochenzeitung Die Zeit von Gerd Bucerius. Von 1949 bis 1980 war er Chefredakteur des Stern, bis 1983 war er dessen Herausgeber. In der Anfangszeit wirkte auch Kurt Zentner, der Begründer und erste Chefredakteur der nationalsozialistischen Zeitschrift Der Stern, neben Nannen ein halbes Jahr lang als dessen Stellvertreter. Durch Nannens Engagement wurde aus der Illustrierten Stern Europas auflagenstärkstes Magazin. Mit seinen Reportagen löste der Stern eine Reihe öffentlicher Kontroversen aus.
Ein Beispiel hierfür ist der sogenannte Madonnenraub: Nach dem Diebstahl einer Riemenschneider-Madonna aus der Wallfahrtskirche im bayerischen Volkach ließ Nannen ein öffentliches Angebot von 100.000 DM für die Rückgabe der Figur machen. Der Stern schrieb dazu 1962: „... haben wir uns entschlossen, für die Rückgabe der Riemenschneider-Madonna ... die Summe von 100.000 DM auszusetzen. Der Stern wird diese 100.000 Mark ohne Ansehen der Person demjenigen aushändigen, der uns in die Lage versetzt, die Madonna im Rosenkranz der Gemeinde Volkach zurückzugeben. Wir sichern den Tätern oder ihren Mittelsleuten absolute Verschwiegenheit zu.“ Der Aufruf löste eine große Debatte im deutschen Feuilleton aus. Nannen wurde mehrfach wegen Hehlerei angezeigt, konnte jedoch alle Prozesse für sich entscheiden. Das Angebot des Stern führte im November 1962 zur Rückgabe des gestohlenen Kunstwerks.
Im Dezember 1970 kam es zu einem von etwa 15 bis 20 Millionen Zuschauern gesehenen Fernsehduell zwischen Nannen, der die Politik von Willy Brandt eher bejahte, und dem Moderator des ZDF-Magazins, Gerhard Löwenthal, der sie ablehnte. Löwenthal warf Nannen vor, dieser beschäftige einen „Mann namens Weidemann“, der während des Krieges im oberitalienischen Bevilacqua (Venetien) einen Partisanen und eine Geisel gehängt habe, und Nannen sei in dieses Kriegsverbrechen verwickelt gewesen. Nannen ging dagegen gerichtlich vor, und der Stern setzte seine Reporter zur Klärung ein. Sie konnten die beiden verantwortlichen deutschen Unteroffiziere ausfindig machen und entdeckten zudem ein siebzigseitiges Manuskript, das eineinhalb Jahre zuvor Journalisten des Axel Springer Verlages zusammengestellt hatten und das diese Vorwürfe enthielt. Sie waren allerdings Axel Springer und dem Welt-Chefredakteur Herbert Kremp für eine Veröffentlichung zu vage gewesen. Nachdem sich herausgestellt hatte, dass die von Löwenthal und seinem Mitarbeiter Meyer veröffentlichten Texte in langen Passagen mit Springers Nannen-Dossier wörtlich übereinstimmten, schlossen die Parteien einen Vergleich: Löwenthal und das ZDF erklärten öffentlich, „sorgfältige Recherchen“ hätten ergeben, „dass weder Weidemann noch ein Angehöriger seiner Einheit für Verhöre, Todesurteile und Hinrichtungen verantwortlich oder daran beteiligt waren“, und nahmen die gegen die politische Glaubwürdigkeit Nannens erhobenen Vorwürfe in aller Form zurück.
1970 stiftete Nannen den Egon-Erwin-Kisch-Preis. Dieser Medienpreis ging im Jahr 2005 in der Kategorie Reportage des neu geschaffenen Henri-Nannen-Preises auf. Für den Skandal um die von Konrad Kujau gefälschten Hitler-Tagebücher übernahm Nannen 1983 insofern die Verantwortung, als er sich öffentlich der Verletzung der journalistischen Sorgfaltspflicht bezichtigte.

### Tätigkeit als Mäzen
Anlässlich seines 70. Geburtstages schenkte der passionierte Kunstsammler zusammen mit seiner Frau Martha Nannen im Rahmen einer Stiftung seiner ostfriesischen Heimatstadt Emden seine bedeutende Kunstsammlung, die hauptsächlich aus Gemälden und Skulpturen deutscher Expressionisten bestand. Die dafür erbaute Kunsthalle in Emden wurde 1986 eröffnet. 1989 wurde ihm die Ehrenbürgerwürde seiner Heimatstadt verliehen, in der er seit den 1980er Jahren wieder lebte. Zudem wurde 2013 in Emden der Henri-Nannen-Platz anlässlich seines 100. Geburtstages nach ihm benannt.

### Privates
Nannen war in erster Ehe mit Monika, in zweiter mit Martha (geb. Kimm) verheiratet.
Seit 1990 bis zu seinem Tod war er in dritter Ehe mit Eske Nannen (geb. Nagel) verheiratet, die der Kunsthalle in Emden bis 2016 als Geschäftsführerin vorstand.
Sein Sohn Christian Nannen (* 1946), ist Miteigentümer des Hamburger Kofferherstellers Travelite. Seine Enkelin (Christian Nannens Tochter) ist die Hamburger Journalistin Stephanie Nannen.

## Schriften
- Störungsfeuer von „M 17“. Ein Flaksoldat besteht seine Feuerprobe. Steiniger-Verlag, Berlin 1944.
- Lieber Sternleser! Briefe an d. Leser 1958–1983. Hg. Rolf Winter, Gruner und Jahr, Hamburg 1984, ISBN 3-570-05673-2.

## Auszeichnungen
- 1963: Ehrenbürgerschaft der Stadt Volkach[10]
- 1975: Bundesverdienstkreuz 1. Klasse
- 1987: Ubbo-Emmius-Medaille
- 1989: Großes Bundesverdienstkreuz
- 1989: Ehrenbürgerschaft der Stadt Emden
- 1991: Niedersachsenpreis für Kultur
- 1995: Maecenas-Ehrung des Arbeitskreises selbständiger Kultur-Institute e. V. – AsKI